# 卡斯特尔格兰德
卡斯特尔格兰德（義大利語：Castelgrande），是意大利波坦察省的一个市镇。总面积34平方公里，人口1058人，人口密度31.1人/平方公里（2009年）。ISTAT代码为076021。